# 巫咸
巫咸，與兒子巫賢復興商朝，其後兒子巫賢繼續任職於祖乙王庭。巫咸留下兩份著作：可能是他在朝的治術；〈太戊〉，可能是太戊時期:163。战国时有托名星占著作《巫咸占》，佚文收录在唐代瞿曇悉達所编的《开元占经》中。

## 出处
《呂氏春秋·勿躬》：“巫彭作醫，巫咸作筮。”在古代，巫是一個很崇高的職業，黃帝要出戰時，還要請巫咸作筮。相传巫峽的名稱就來源於巫咸。《尚書·商書·咸有一德》：“伊陟赞于巫咸，作《咸乂》四篇。”《尚書·周书·君奭》：“我闻在昔成汤既受命，时则有若伊尹，格于皇天。在太甲，时则有若保衡。在太戊，时则有若伊陟、臣扈，格于上帝；巫咸乂王家。在祖乙，时则有若巫贤。”《晋书·天文志》：“武帝时，太史令陈卓总甘、石、巫咸三家所著星图，大凡二百八十三官，一千四百六十四星，以为定纪。”《韩非子·说林下》： “巫咸虽善祝，不能自祓也。”甲骨文《卜辞》中有“咸戊”。